# Distrito de Saint-Dié-des-Vosges
El distrito de Saint-Dié-des-Vosges es un distrito del departamento de Vosgos, ubicado en la región de Gran Este. Tiene una población estimada, a inicios de 2022, de 101 522 habitantes.

## División territorial

### Comunas (a partir de 2024)
La composición del distrito se modificó por decreto prefectural de 15 de septiembre de 2023, que entró en vigor el 1 de enero de 2024. El número de comunas aumentó de 96 a 116. Al 1 de enero de 2024, el distrito incluye las siguientes 116 comunas: 
1. Allarmont
2. Anould
3. Arrentès-de-Corcieux
4. Ban-de-Laveline
5. Ban-de-Sapt
6. Ban-sur-Meurthe-Clefcy
7. Barbey-Seroux
8. Beauménil
9. Belmont-sur-Buttant
10. Belval
11. Bertrimoutier
12. Le Beulay
13. Biffontaine
14. Bois-de-Champ
15. La Bourgonce
16. Brouvelieures
17. Bruyères
18. Celles-sur-Plaine
19. Champdray
20. Champ-le-Duc
21. La Chapelle-devant-Bruyères
22. Charmois-devant-Bruyères
23. Châtas
24. Cheniménil
25. Coinches
26. Combrimont
27. Corcieux
28. La Croix-aux-Mines
29. Denipaire
30. Destord
31. Deycimont
32. Docelles
33. Domfaing
34. Entre-deux-Eaux
35. Étival-Clairefontaine
36. Faucompierre
37. Fays
38. Fiménil
39. Fontenay
40. Fraize
41. Frapelle
42. Fremifontaine
43. Gemaingoutte
44. Gérardmer
45. Gerbépal
46. Girecourt-sur-Durbion
47. La Grande-Fosse
48. Grandrupt
49. Grandvillers
50. Granges-Aumontzey
51. Gugnécourt
52. Herpelmont
53. La Houssière
54. Hurbache
55. Jussarupt
56. Laval-sur-Vologne
57. Laveline-devant-Bruyères
58. Laveline-du-Houx
59. Lépanges-sur-Vologne
60. Lesseux
61. Liézey
62. Lubine
63. Lusse
64. Luvigny
65. Mandray
66. Méménil
67. Ménil-de-Senones
68. Le Mont
69. Mortagne
70. Moussey
71. Moyenmoutier
72. Nayemont-les-Fosses
73. La Neuveville-devant-Lépanges
74. Neuvillers-sur-Fave
75. Nompatelize
76. Nonzeville
77. Pair-et-Grandrupt
78. La Petite-Fosse
79. La Petite-Raon
80. Pierrepont-sur-l'Arentèle
81. Plainfaing
82. Les Poulières
83. Prey
84. Provenchères-et-Colroy
85. Le Puid
86. Raon-l'Étape
87. Raon-sur-Plaine
88. Raves
89. Rehaupal
90. Remomeix
91. Les Rouges-Eaux
92. Le Roulier
93. Saint-Dié-des-Vosges
94. Saint-Jean-d'Ormont
95. Saint-Léonard
96. Sainte-Marguerite
97. Saint-Michel-sur-Meurthe
98. Saint-Remy
99. Saint-Stail
100. La Salle
101. Le Saulcy
102. Saulcy-sur-Meurthe
103. Senones
104. Taintrux
105. Le Tholy
106. Le Valtin
107. Le Vermont
108. Vervezelle
109. Vexaincourt
110. Vienville
111. Vieux-Moulin
112. Viménil
113. La Voivre
114. Wisembach
115. Xamontarupt
116. Xonrupt-Longemer